# Vincent Rijmen

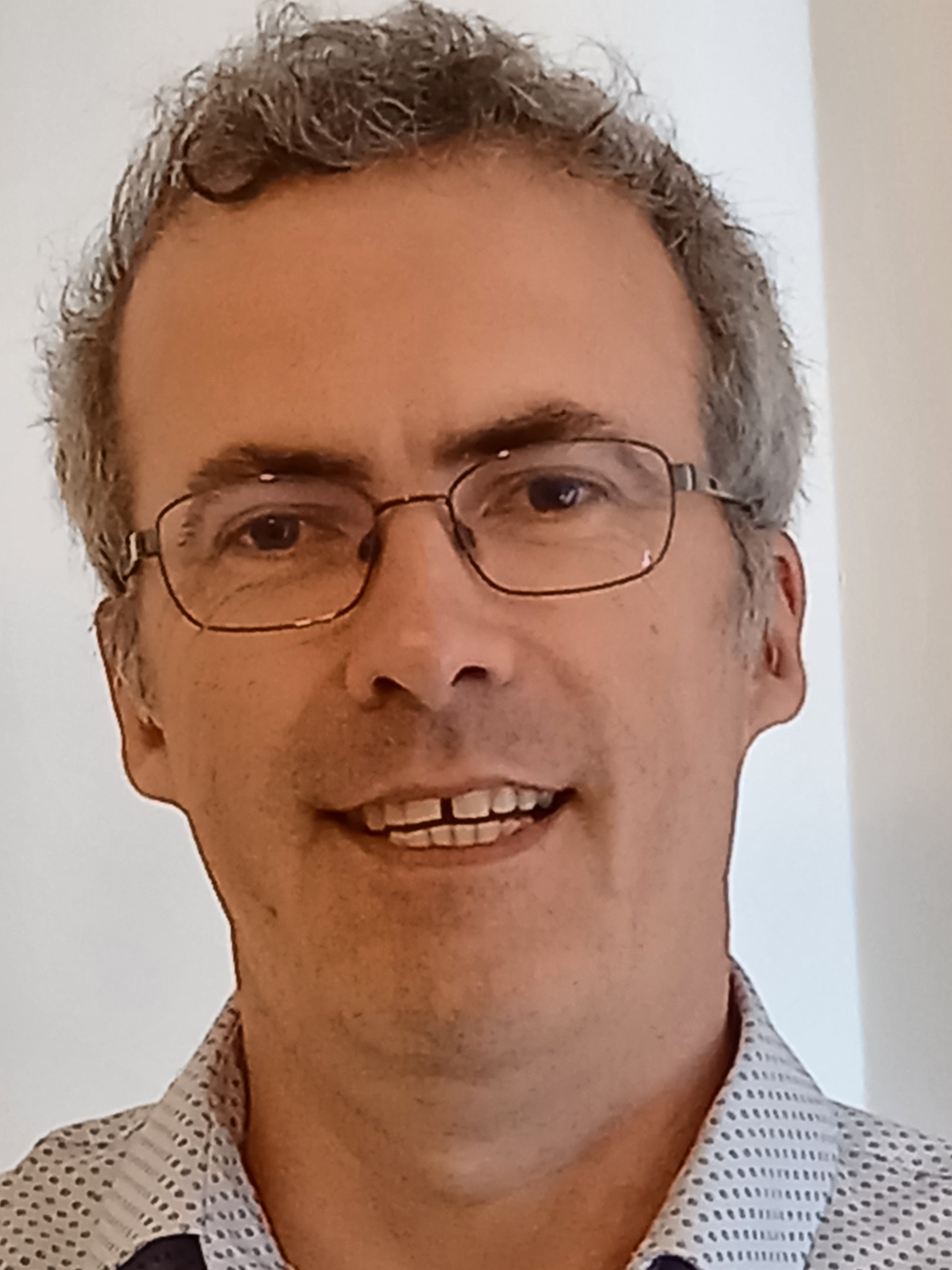
Vincent Rijmen

Vincent Rijmen (Leuven, 16 oktober 1970) is een Belgisch cryptograaf en samen met Joan Daemen de ontwerper van Rijndael, op basis waarvan het Advanced Encryption Standard is ontwikkeld.
Hij behaalde zijn diploma burgerlijk ingenieur in 1993 aan de Katholieke Universiteit Leuven waarna hij aan zijn doctoraat werkte binnen de ESAT/COSIC afdeling van die universiteit. In 1997 doctoreerde hij met het proefschrift Cryptanalysis and design of iterated block ciphers.
Daemen en Rijmen werden op 2 oktober 2000 uitgeroepen tot winnaars van de wereldwijde wedstrijd van het Amerikaans Nationaal Instituut voor Standaardisatie en Technologie (NIST) voor het ontwerp van een opvolger voor de Data Encryption Standard. In 2002 werd hij opgenomen in de top 100 van uitvinders jonger dan 35, opgesteld door het tijdschrift Technology Review.
Later was Rijmen actief bij de firma Cryptomathic. Rijmen was als professor verbonden aan de Technische Universität Graz van 2001 tot 2007, en is sinds 2007 terug als professor aan zijn alma mater, de Katholieke Universiteit Leuven. Hij doceert onder andere het vak Toegepaste Algebra aan de eerstejaarsstudenten Burgerlijk Ingenieur. Sedert januari 2019 is hij ook adjunct professor aan de Universiteit van Bergen (Noorwegen).
In 2019 werd hij Fellow van de International Association for Cryptologic Research (IACR). In 2020 kreeg hij, samen met Joan Daemen, de RSA Award for Excellence in Mathematics,
overhandigd door Ron Rivest.
- Association for Computing Machinery: 81100064890
- DBLP: r/VincentRijmen
- Gemeinsame Normdatei: 1293024171
- International Standard Name Identifier: 0000 0001 1455 6470
- Library of Congress Control Number: n98109389
- Mathematics Genealogy Project: 97311
- Nationale Bibliotheek van Tsjechië: xx0038095
- Nationale Bibliotheek van Israël: 987007425243505171
- Nederlandse Thesaurus van Auteursnamen: 17690834X
- Système universitaire de documentation: 067703666
- Virtual International Authority File: 116456068
- WorldCat: E39PBJvRXtqBVTHbRRkXjXdxXd